# Jon Busch
Jon Busch est un joueur international américain de soccer né le 18 août 1976 à New York dans le Queens. Il évolue au poste de gardien de but durant treize saisons en MLS.

## Palmarès
Crew de Columbus
- Vainqueur du Supporters' Shield en 2004
- Vainqueur de la Lamar Hunt US Open Cup en 2002

 Earthquakes de San José
- Vainqueur du Supporters' Shield en 2012

## Récompenses
- Trophée du gardien de l'année de MLS : 2008
- MLS Best XI : 2008